# جون فريند ماهوني
جون فريند ماهوني (بالإنجليزية: John Friend Mahoney)‏ ـ (1 أغسطس 1889 ـ 23 فبراير 1957) هو طبيب أمريكي، كان رائدًا لاستخدام البنسلين في علاج الزهري. وكان من أوائل الحاصلين على جائزة ألبرت لاسكر للأبحاث الطبية السريرية سنة 1946، ورأس لجنة خبراء منظمة الصحة العالمية في الأمراض المنقولة جنسيًا في اجتماعها الأول سنة 1948، ثم عُين في سنة 1950 مفوضًا لدائرة نيويورك للصحة، وظل في هذا المنصب حتى سنة 1953.
توفي في 23 فبراير 1957، ودُفن في مقبرة أرلينغتون الوطنية.